# Gran Premio di Germania 1982
Il Gran Premio di Germania 1982 è stata la dodicesima prova della stagione 1982 del Campionato mondiale di Formula 1. Si è corsa domenica 8 agosto 1982 sul Circuito di Hockenheim. La gara è stata vinta dal francese Patrick Tambay su Ferrari; per il vincitore si trattò del primo successo nel mondiale.  Ha preceduto sul traguardo il connazionale René Arnoux su Renault e il finlandese Keke Rosberg su Williams-Ford Cosworth.
Didier Pironi, pilota francese della Scuderia Ferrari, e leader del campionato, ebbe un grave incidente nel corso delle qualifiche. A seguito dei postumi dello stesso fu costretto ad abbandonare la carriera in Formula 1.

## Vigilia

### Sviluppi futuri
Divennero sempre più consistenti le voci che davano per certo il passaggio di René Arnoux in Ferrari per la stagione 1983. Venne annunciato, che dal 1984 il Gran Premio di Germania sarebbe tornato a disputarsi al Nürburgring.

### Aspetti tecnici
La Goodyear decise di introdurre degli pneumatici più stretti di 4 centimetri al fine di trovare una migliore performance.
All'ingresso della Ostkurve, dove due anni prima aveva perso la vita Patrick Depailler, viene introdotta una chicane.

### Aspetti sportivi
Alla Theodore Jan Lammers venne sostituito dall'esordiente Tommy Byrne, pilota irlandese che stava competendo nella F3 inglese.Nigel Mansell tornò pilota titolare alla Lotus. Alla March Jochen Mass, infortunatosi nel GP di Francia, venne sostituito da Rupert Keegan, pilota britannico che aveva già disputato 24 gran premi, tra il 1977 e il 1980.
A seguito delle polemiche sorte al termine del Gran Premio di Francia, dovute al mancato rispetto da parte di René Arnoux delle consegne della Renault tese a favorire il compagno di team Alain Prost, Arnoux affermò che avrebbe in futuro rispettato le indicazioni dei box.

## Qualifiche

### Resoconto
Nella prima giornata di prove il più veloce fu Didier Pironi, che chiuse con 1'47"947, unico pilota sotto il muro dell'1'48". Il ferrarista precedette il duo della Renault, Alain Prost e René Arnoux, e il campione del mondo in carica Nelson Piquet. La superiorità dei motori turbo era ancora testimoniata dal fatto che il primo in graduatoria a utilizzare un motore a pressione atmosferica era Michele Alboreto, settimo, staccato di oltre quattro secondi e mezzo. Le Renault e le Brabham scontarono piccoli problemi tecnici: sulle vetture britanniche un malfunzionamento della centralina elettronica produceva dei problemi a bassi regimi.
L'austriaco Niki Lauda uscì di pista al termine del turno di qualificazione: subì un forte urto al polso che lo costrinse a farsi medicare presso un ospedale di Francoforte sul Meno. I medici riscontrarono una distorsione che lo obbligò a saltare la gara e a osservare un periodo di riposo che metteva in dubbio la sua partecipazione anche al successivo Gran Premio d'Austria. La McLaren non lo sostituì e proseguì il weekend di gara col solo John Watson.
Durante le prove libere del sabato mattina, che si svolsero sotto la pioggia, Didier Pironi fu vittima di un grave incidente che, di fatto, lo costrinse a chiudere la sua carriera nella massima formula. Dopo aver ottenuto il miglior tempo della sessione, giunto sul rettilineo che precede il Motordrome, il francese si trovò a seguire Derek Daly: l'irlandese si spostò dalla sua traiettoria verso sinistra, Pironi, pensando che questi volesse dargli strada lo superò. In realtà Daly si era spostato per superare Prost, che procedeva lentamente. Pironi non vide la Renault, nascosta da una nuvola d'acqua, e la colpì nel posteriore: la Ferrari volò in aria e atterrò con il musetto. L'anteriore si disintegrò, come era accaduto nell'incidente mortale di Gilles Villeneuve a Zolder. Didier Pironi rimase legato alla macchina grazie alle cinture ma gravemente ferito alle gambe. I soccorsi furono immediati: sul luogo dell'incidente si fermarono anche Nelson Piquet ed Eddie Cheever.
Il pilota venne trasportato alla clinica universitaria di Heidelberg ove gli venne riscontrata la frattura delle gambe e di un braccio, l'incrinatura del naso e un trauma cranico. Venne sottoposto a un intervento di oltre 5 ore, nel tentativo di salvarlo dall'amputazione del piede destro. Pironi, pur grave, era comunque lucido, tanto che pregò la sua scuderia di far correre Tambay.
L'incidente portò a delle dure reazioni dei piloti, in merito alla scarsa sicurezza delle monoposto. Niki Lauda affermò:
Nelson Piquet mise in dubbio la sicurezza specifica della Ferrari 126 C2 e si lamentò per le fibre di carbonio utilizzate per la costruzione delle monoposto, a suo dire troppo leggere.
La sessione ufficiale del sabato fu svolta anch'essa sotto la pioggia: molti piloti, sia per le condizioni meteorologiche sia per il fatto di essere rimasti scossi dall'incidente di Pironi decisero di non provare. Tra questi anche Teo Fabi e Rupert Keegan che pur non risultavano tra i qualificati al venerdì. Il forfait di Lauda consentì il ripescaggio di Marc Surer, primo dei non qualificati; La Ferrari invece non comunicò ufficialmente la non partenza di Pironi: non venne perciò ripescato nessun altro pilota e così la prima piazzola di partenza rimase vuota.

### Risultati
I risultati delle qualifiche furono i seguenti:
| Pos | Nº | Pilota             | Costruttore              | Tempo       | Griglia |
| --- | -- | ------------------ | ------------------------ | ----------- | ------- |
| 1   | 28 | Didier Pironi      | Ferrari                  | 1'47"947    | NP      |
| 2   | 15 | Alain Prost        | Renault                  | 1'48"890    | 2       |
| 3   | 16 | René Arnoux        | Renault                  | 1'49"256    | 3       |
| 4   | 1  | Nelson Piquet      | Brabham-BMW              | 1'49"415    | 4       |
| 5   | 27 | Patrick Tambay     | Ferrari                  | 1'49"570    | 5       |
| 6   | 2  | Riccardo Patrese   | Brabham-BMW              | 1'49"760    | 6       |
| 7   | 3  | Michele Alboreto   | Tyrrell-Ford Cosworth    | 1'52"625    | 7       |
| 8   | 8  | Niki Lauda         | McLaren-Ford Cosworth    | 1'52"683    | NP      |
| 9   | 22 | Andrea De Cesaris  | Alfa Romeo               | 1'52"786    | 8       |
| 10  | 6  | Keke Rosberg       | Williams-Ford Cosworth   | 1'52"892    | 9       |
| 11  | 7  | John Watson        | McLaren-Ford Cosworth    | 1'53"073    | 10      |
| 12  | 23 | Bruno Giacomelli   | Alfa Romeo               | 1'53"887    | 11      |
| 13  | 25 | Eddie Cheever      | Ligier-Matra             | 1'54"211    | 12      |
| 14  | 11 | Elio De Angelis    | Lotus-Ford Cosworth      | 1'54"476    | 13      |
| 15  | 35 | Derek Warwick      | Toleman-Hart             | 1'54"594    | 14      |
| 16  | 26 | Jacques Laffite    | Ligier-Matra             | 1'54"982    | 15      |
| 17  | 9  | Manfred Winkelhock | ATS-Ford Cosworth        | 1'55"223    | 16      |
| 18  | 4  | Brian Henton       | Tyrrell-Ford Cosworth    | 1'55"474    | 17      |
| 19  | 12 | Nigel Mansell      | Lotus-Ford Cosworth      | 1'55"866    | 18      |
| 20  | 5  | Derek Daly         | Williams-Ford Cosworth   | 1'55"876    | 19      |
| 21  | 31 | Jean-Pierre Jarier | Osella-Ford Cosworth     | 1'56"250    | 20      |
| 22  | 14 | Roberto Guerrero   | Ensign-Ford Cosworth     | 1'56"489    | 21      |
| 23  | 10 | Eliseo Salazar     | ATS-Ford Cosworth        | 1'56"537    | 22      |
| 24  | 30 | Mauro Baldi        | Arrows-Ford Cosworth     | 1'56"680    | 23      |
| 25  | 18 | Raul Boesel        | March-Ford Cosworth      | 1'57"245    | 24      |
| 26  | 20 | Chico Serra        | Fittipaldi-Ford Cosworth | 1'57"337    | 25      |
| NQ  | 29 | Marc Surer         | Arrows-Ford Cosworth     | 1'57"402    | 26      |
| NQ  | 33 | Tommy Byrne        | Theodore-Ford Cosworth   | 1'59"007    | NQ      |
| NQ  | 17 | Rupert Keegan      | March-Ford Cosworth      | 1'59"951    | NQ      |
| NQ  | 36 | Teo Fabi           | Toleman-Hart             | senza tempo | NQ      |

## Gara

### Resoconto
René Arnoux bruciò al via Alain Prost, che venne passato alla prima chicane, anche da Nelson Piquet. Seguivano poi Patrick Tambay, Andrea De Cesaris, Riccardo Patrese, Michele Alboreto ed Eddie Cheever. Piquet, già al secondo giro, si pose al comando scavalcando Arnoux; il compagno di scuderia del brasiliano, Patrese, conquistò il quinto posto ai danni De Cesaris, mentre Cheever fu costretto a una sosta ai box per un problema ai radiatori. Le due Brabham erano favorite dalla strategia che prevedeva un pit stop, con cambio degli pneumatici e rabbocco di benzina.
Al giro 4 Tambay entrò sul podio virtuale sorpassando Prost, mentre nelle retrovie si faceva largo Rosberg che passava Alboreto. Cinque giri dopo Andrea De Cesaris fu costretto all'abbandono della gara per un problema al cambio. Un giro dopo Tambay passò anche Arnoux, ponendosi alle spalle di Piquet. Tra il dodicesimo e il quattordicesimo passaggio andarono ai box sia Alain Prost (per un guaio elettrico), che Patrese, che fu anche costretto al ritiro per un guasto del propulsore.
Al diciannovesimo passaggio ci fu la svolta della gara: Piquet, giunto alla Ostkurve, si trovava di fronte Eliseo Salazar: il brasiliano impostò il doppiaggio, Salazar frenò tardi e le due vetture collisero. Piquet, sceso dalla vettura cercò di malmenare il pilota cileno. Si trovò così in testa, per la prima volta nel mondiale di F1, Patrick Tambay, che ora precedeva René Arnoux, John Watson Keke Rosberg, Michele Alboreto e Jacques Laffite.
Laffite proseguì la sua rimonta passando prima Alboreto poi Rosberg; al ventinovesimo giro però, il francese, nel doppiaggio di Nigel Mansell, fece un errore, uscì di pista e venne ripassato dai due. Nei giri seguenti Laffite perse altre posizioni e si allontanò definitivamente dalla zona dei punti.
Al giro 37 Watson scontò la rottura di una sospensione all'Ostkurve e fu costretto al ritiro. Al quarantaduesimo giro Tambay doppiò anche Rosberg, che era terzo: il solo Arnoux era ancora a pieni giri, assieme al ferrarista. Patrick Tambay vinse per la prima volta nel mondiale, settantesimo pilota diverso nella storia. Sul podio finirono Arnoux e Rosberg.

### Risultati
I risultati del gran premio furono i seguenti:
| Pos | No | Pilota             | Team                     | Giri | Tempo                    | Pos.Griglia | Punti |
| --- | -- | ------------------ | ------------------------ | ---- | ------------------------ | ----------- | ----- |
| 1   | 27 | Patrick Tambay     | Ferrari                  | 45   | 1h27'25"178              | 5           | 9     |
| 2   | 16 | René Arnoux        | Renault                  | 45   | + 16"379                 | 3           | 6     |
| 3   | 6  | Keke Rosberg       | Williams-Ford Cosworth   | 44   | + 1 giro                 | 9           | 4     |
| 4   | 3  | Michele Alboreto   | Tyrrell-Ford Cosworth    | 44   | + 1 giro                 | 7           | 3     |
| 5   | 23 | Bruno Giacomelli   | Alfa Romeo               | 44   | + 1 giro                 | 11          | 2     |
| 6   | 29 | Marc Surer         | Arrows-Ford Cosworth     | 44   | + 1 giro                 | 26          | 1     |
| 7   | 4  | Brian Henton       | Tyrrell-Ford Cosworth    | 44   | + 1 giro                 | 17          |       |
| 8   | 14 | Roberto Guerrero   | Ensign-Ford Cosworth     | 44   | + 1 giro                 | 21          |       |
| 9   | 12 | Nigel Mansell      | Lotus-Ford Cosworth      | 43   | + 2 giri                 | 18          |       |
| 10  | 35 | Derek Warwick      | Toleman-Hart             | 43   | + 2 giri                 | 14          |       |
| 11  | 20 | Chico Serra        | Fittipaldi-Ford Cosworth | 43   | + 2 giri                 | 25          |       |
| Rit | 7  | John Watson        | McLaren-Ford Cosworth    | 36   | Incidente                | 10          |       |
| Rit | 26 | Jacques Laffite    | Ligier-Matra             | 36   | Tenuta di strada         | 15          |       |
| Rit | 5  | Derek Daly         | Williams-Ford Cosworth   | 25   | Motore                   | 19          |       |
| Rit | 18 | Raul Boesel        | March-Ford Cosworth      | 22   | Foratura                 | 24          |       |
| Rit | 11 | Elio De Angelis    | Lotus-Ford Cosworth      | 21   | Tenuta di strada         | 13          |       |
| Rit | 1  | Nelson Piquet      | Brabham-BMW              | 18   | Collisione con E.Salazar | 4           |       |
| Rit | 10 | Eliseo Salazar     | ATS-Ford Cosworth        | 17   | Collisione con N.Piquet  | 22          |       |
| Rit | 15 | Alain Prost        | Renault                  | 14   | Iniezione                | 2           |       |
| Rit | 2  | Riccardo Patrese   | Brabham-BMW              | 13   | Motore                   | 6           |       |
| Rit | 22 | Andrea De Cesaris  | Alfa Romeo               | 9    | Cambio                   | 8           |       |
| Rit | 25 | Eddie Cheever      | Ligier-Matra             | 8    | Pompa della benzina      | 12          |       |
| Rit | 30 | Mauro Baldi        | Arrows-Ford Cosworth     | 6    | Pompa della benzina      | 23          |       |
| Rit | 31 | Jean-Pierre Jarier | Osella-Ford Cosworth     | 3    | Sterzo                   | 20          |       |
| Rit | 9  | Manfred Winkelhock | ATS-Ford Cosworth        | 3    | Cambio                   | 16          |       |
| NP  | 28 | Didier Pironi      | Ferrari                  | 0    | Incidente in prova       | 1           |       |
| NP  | 8  | Niki Lauda         | McLaren-Ford Cosworth    | 0    | Incidente in prova       | 8           |       |
| NQ  | 33 | Tommy Byrne        | Theodore-Ford Cosworth   |      |                          |             |       |
| NQ  | 17 | Rupert Keegan      | March-Ford Cosworth      |      |                          |             |       |
| NQ  | 36 | Teo Fabi           | Toleman-Hart             |      |                          |             |       |

## Classifiche

### Piloti
| Pos. | Pilota             | Punti |
| ---- | ------------------ | ----- |
| 1    | Didier Pironi      | 39    |
| 2    | John Watson        | 30    |
| 3    | Keke Rosberg       | 27    |
| 4    | Alain Prost        | 25    |
| 5    | Niki Lauda         | 24    |
| 6    | René Arnoux        | 19    |
| 7    | Riccardo Patrese   | 19    |
| 8    | Nelson Piquet      | 17    |
| 9    | Patrick Tambay     | 16    |
| 10   | Michele Alboreto   | 14    |
| 11   | Elio De Angelis    | 13    |
| 12   | Eddie Cheever      | 10    |
| 13   | Nigel Mansell      | 7     |
| 14   | Derek Daly         | 7     |
| 15   | Carlos Reutemann   | 6     |
| =    | Gilles Villeneuve  | 6     |
| 17   | Andrea De Cesaris  | 5     |
| 18   | Jean-Pierre Jarier | 3     |
| 19   | Marc Surer         | 3     |
| 20   | Manfred Winkelhock | 2     |
| =    | Eliseo Salazar     | 2     |
| =    | Bruno Giacomelli   | 2     |
| 23   | Chico Serra        | 1     |
| =    | Jacques Laffite    | 1     |
| =    | Mauro Baldi        | 1     |

### Costruttori
| Pos. | Team                     | Punti |
| ---- | ------------------------ | ----- |
| 1    | Ferrari                  | 61    |
| 2    | McLaren-Ford Cosworth    | 54    |
| 3    | Renault                  | 44    |
| 4    | Williams-Ford Cosworth   | 40    |
| 5    | Lotus-Ford Cosworth      | 20    |
| 6    | Brabham-Ford Cosworth    | 19    |
| 7    | Brabham-BMW              | 17    |
| 8    | Tyrrell-Ford Cosworth    | 14    |
| 9    | Ligier-Matra             | 11    |
| 10   | Alfa Romeo               | 7     |
| 11   | ATS-Ford Cosworth        | 4     |
| 12   | Arrows-Ford Cosworth     | 4     |
| 13   | Osella-Ford Cosworth     | 3     |
| 14   | Fittipaldi-Ford Cosworth | 1     |